# The Anarchist
The Anarchist è un cortometraggio muto del 1913 diretto da Herbert Brenon.

## Produzione
Il film fu prodotto da Carl Laemmle per l'Independent Moving Pictures Co. of America (IMP).

## Distribuzione
Distribuito dall'Universal Film Manufacturing Company, il film uscì nelle sale cinematografiche USA il 23 ottobre 1913.